# Casalvecchio Siculo
Casalvecchio Siculo est une commune italienne de la province de Messine, dans la région Sicile.

## Géographie

### Communes limitrophes
- Antillo
- Castroreale
- Forza d'Agrò
- Furci Siculo
- Limina
- Sant'Alessio Siculo
- Santa Lucia del Mela
- Santa Teresa di Riva
- Savoca

## Administration
| Période                                  | Période | Identité | Étiquette | Qualité |
| ---------------------------------------- | ------- | -------- | --------- | ------- |
|                                          |         |          |           |         |
| Les données manquantes sont à compléter. |         |          |           |         |

## Monuments
- Église Santi Pietro e Paolo d'Agrò